# Adaptació i censura de l'anime
L'adaptació i la censura de l'anime es duen a terme freqüentment pels distribuïdors, tant per al seu llançament al Japó com durant les localitzacions posteriors. Això passa per diversos motius, com ara la traducció, la censura i la remasterització.
Aquestes adaptacions segueixen els informes dels òrgans competents o són posades en marxa de manera independent pel distribuïdor abans de la seva emissió.

## Els motius de l'adaptació
En molts països, els dibuixos animats es consideren un producte destinat exclusivament a nens en edat escolar i que, com a tal, ha de respectar determinats cànons de llenguatge i contingut. En alguns països també es modifiquen per motius religiosos, per exemple eliminant una creu d'una església.
Gran part dels dibuixos animats emesos són importats del Japó, un mercat molt ampli i competitiu, que s'adreça a un públic heterogeni de totes les edats. Per aquest mateix motiu, al Japó es produeixen diferents tipus d'anime. Així, per a cada franja d'edat hi ha un temps de programació adequat, des del matí fins ben entrada la nit, en funció del contingut del producte.
El motiu principal pel qual alguns animes fora del Japó s'emeten en temps sense protecció està relacionat amb el marxandatge o la promoció d'objectes relacionats amb els dibuixos animats en qüestió. L'emissió a primera hora de la tarda aporta una publicitat considerable i un màrqueting relatiu, malgrat el tipus de treball real: pensem, per exemple, en un dibuix animat com Els Simpson, evidentment no pensat per a un públic infantil.
Cal destacar que algunes sitcoms animades de producció nord-americana, com ara Family Guy, South Park i Drawn Together, també han patit censura, sobretot durant la seva transmissió a les xarxes en directe, però generalment aquestes obres s'identifiquen més fàcilment per programadors pensats per a un públic més madur, a diferència del que passa amb la producció japonesa.

## Censura

### Escenes de sexe, nus i seminus
Les escenes vagament eròtiques no són estranyes en molts animes japonesos dirigits a públics majors de 14 anys. Tot i que les escenes de sexe explícites en un anime són molt rares, sovint hi ha episodis en què els personatges femenins estan nus o semi-nus. Aquestes seqüències a l'anime censurat solen tallar-se, fins i tot allargant o repetint seqüències contigües. Exemples de censura d'aquest tipus es troben en alguns episodis de Cat's Eye, Fushigi no Umi no Nadia, Georgie, Bola de Drac i Ranma ½.
Les escenes de nu masculí queden en canvi, també perquè la visió ja es limita a la part posterior en la versió original, excepte per als nens, on es poden trobar casos de nuesa completa.

### Escenes de violència
Les escenes en què els personatges moren o són visiblement ferits, així com les escenes en què tenen rascades o bufetades, també han estat censurades en molts animes. Aquests talls, molt populars als anys noranta i principis dels 2000, es van reduir posteriorment, però encara queden excepcions: per exemple, a One Piece sovint es canvia el color de la sang per fer-la més fosca, a Naruto, de vegades, en alguns escenes especialment violentes, l'efecte negatiu es va aplicar durant un cert període per subvertir els colors. En emissions de Saint Seiya hi ha innombrables trets blanquejats per canviar el color de la sang.
Una altra pràctica molt utilitzada ha estat la de substituir paraules com mort, cadàver, suïcidi i els verbs morir i matar, termes més suaus com com "eliminar" o "fer fora", "desaparèixer" o "anar a l'altre món", "cos" i "perdre/treure la vida", o simplement utilitzar "homicidi" i "assassinat". En són exemples les sèries Bola de Drac Z i GT, la sèrie estatunidenca Batman Beyond, on el "Cult of assassins" es va convertir en "Cult of criminals", i les primeres temporades de l'anime One Piece i Detectiu Conan.

### Canvis de texts

#### Adaptació dels termes originals
Hi ha casos en què l'adaptació dels noms utilitzats per a atacs, objectes o alguns termes tècnics en els doblatges molt sovint no reflecteix la traducció real del terme, mentre que generalment troben una afinitat més estreta en les adaptacions anglosaxones (sovint aquests termes s'expressen en la versió original en anglès en lloc de japonès).
Aquest hàbit es remunta a l'emissió dels primers dibuixos del gènere "meca" als anys setanta, degut a la consciència per part dels adaptadors de la importància que aquests noms tenien dins l'obra. En altres casos, les adaptació han preferit utilitzar termes presents en altres traduccions.

#### Edat dels personatges
De vegades es canvia l'edat dels personatges de la sèrie, generalment augmentant-la uns quants anys i també canviant el nivell escolar al qual s'assisteix, per exemple de secundària a batxillerat. Això es deu al fet que sovint els personatges, durant la història, emprenen relacions sentimentals i amoroses amb altres persones i es troben amb situacions més madures i difícils, vinculades al món dels adults. Per tant, es prefereix augmentar la mitjana d'edat per adaptar millor l'anime també a un públic d'adolescents. En són exemples les adaptacions animades de la transposició animada de Sakura, la caçadora de cartes o la de Saint Seiya, en què els protagonistes del manga i de l'anime japonès són nois d'entre 13 i 15 anys, però a altres llocs s'ha adaptat donant a entendre que en tenen com a mínim 18 anys.

#### Diàlegs addicionals o modificats
Un exemple famós de diàlegs addicionals el trobem a la sèrie Saint Seiya on els diàlegs, a més de ser reelaborats, també es van afegir quan els personatges romanien en silenci. Un altre exemple es pot trobar a La Rosa de Versalles on a la versió japonesa Rosalie vol prostituir-se a l'Oscar per trobar diners per a la seva mare malalta, mentre que a altres versions com la italiana simplement demana diners i durant el judici de Jeanne aquesta última en la versió japonesa diu que ella té una relació lèsbica amb la reina juntament amb Oscar i la comtessa de Polignac. Un altre cas famós és Bola de Drac: generalment la veu narrativa ha de comentar només al principi i al final de l'episodi, mentre que els personatges contraris durant una baralla s'han d'estudiar en silenci per tal d'augmentar la tensió; en canvi a l'adaptació italiana s'afegeixen reflexos purament inventats.Això també passa quan els esdeveniments clímax estan relacionats amb algunes escenes, com una relació sentimental o un fet tràgic o violent. Són maniobres que alteren, de vegades no marginalment, allò que l'autor volia transmetre. Per exemple, a l'anime El rei Artur, durant una escena silenciosa de vuit segons, hi ha una panoràmica que mostra un poble tranquil envoltat de silenci. En altres versions, en canvi, aquest silenci està cobert per la veu del narrador, que posa en evidència com la calma del lloc ens porta a percebre fins i tot el lleuger soroll del vent. Tanmateix, això no és percebut per l'espectador a causa de l'esmentada veu.
Sobretot des dels anys 2000 l'ús de diàlegs addicionals pràcticament ha desaparegut.

#### Retalls de programació
En emissions, sobretot a les cadenes públiques, sovint s'ha eliminat el trencament, anomenat cortineta, que al Japó introdueix la publicitat a mig episodi, atès que és habitual emetre capítols sense pauses publicitàries. No obstant això, hi ha hagut casos en què s'han conservat aquestes fragments, com a l'emissió de Bola de Drac de 2012 i la de Ranma ½ de 2023 en que es recuperava la versió íntegra en ambdós casos, incloent subtítols a fragments que no s'havien doblat a les emissions prèvies.

### Canvis en la música
En alguns casos, la música japonesa original es pot substituir per música regional alternativa. Això pot ser una consideració tècnica causada pel tall de metratge, ja que està sincronitzat amb l'àudio de l'episodi principal, o pot ser una consideració artística.

### Canvis en el recompte i l'ordre d'episodis
L'episodi Pokémon "Dennō Senshi Porygon" va ser eliminat de totes les repeticions i publicacions domèstiques de la sèrie a causa d'un problema durant la seva emissió original. Mai es va publicar en cap forma fora del Japó. Per al llançament nord-americà de Blu-ray de Mobile Suit Gundam, el productor de la sèrie Yoshiyuki Tomino va eliminar l'episodi 15 de la sèrie a causa de la seva mala qualitat d'animació.